# Cheumatopsyche galahittigama
Cheumatopsyche galahittigama är en nattsländeart som först beskrevs av Schmid 1958.  Cheumatopsyche galahittigama ingår i släktet Cheumatopsyche och familjen ryssjenattsländor. Inga underarter finns listade i Catalogue of Life.